# Malcoha africà oriental
El malcoha africà oriental (Ceuthmochares australis) és una espècie d'ocell de la família dels cucúlids (Cuculidae) que habita boscos i matolls de l'Àfrica oriental i sud-oriental, des d'Etiòpia cap al sud fins al sud de Sud-àfrica.